# Seznam japonskih astronavtov
Seznam japonskih astronavtov.

## A
- Toyohiro Akiyama

## D
- Takao Doi

## E
- Daisuke Enomoto

## F
- Satoshi Furukawa

## H
- Akihiko Hoshide

## K
- Norishige Kanai

## M
- Mamoru Mohri
- Chiaki Mukai

## N
- Sôichi Noguchi

## O
- Takuya Onishi

## W
- Koichi Wakata

## Y
- Naoko Yamazaki
- Kimiya Yui